# Drimmelen
Drimmelen (phát âmⓘ) là một đô thị và thị xã ở phía nam Hà Lan.

## Các trung tâm dân cư
Thị xã:
- Made (dân số: 11.710)
- Terheijden (6.410)
- Lage Zwaluwe (4.060)
- Wagenberg (2.250)
- Hooge Zwaluwe (1.670)
- Drimmelen (570)

Các làng:
- Blauwe Sluis
- Oud-Drimmelen
- Helkant